# Apomys hylocetes
Apomys hylocetes es una especie de roedor de la familia Muridae.

## Distribución geográfica
Esta especie de roedor se encuentra solamente en Filipinas.